# Louis van de Laar

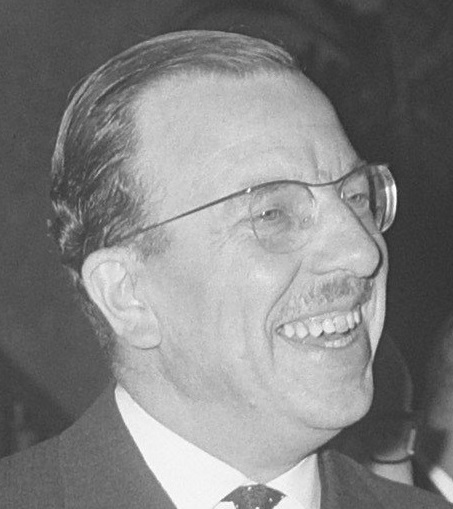
Louis van de Laar (1964)

Louis Josephus Maria van de Laar (* 24. Dezember 1921 in ’s-Hertogenbosch, Provinz Nordbrabant; † 25. Januar 2004 in Bergen op Zoom, Provinz Nordbrabant) war ein niederländischer Politiker der Katholieke Volkspartij (KVP), der unter anderem zwischen 1963 und 1965 im Kabinett Marijnen Staatssekretär im Ministerium für Bildung, Kunst und Wissenschaft sowie von 1965 bis 1981 Bürgermeister von Bergen op Zoom war.

## Leben
Van de Laar, Sohn eines Möbeltischlers und -Händlers, begann nach dem Besuch des römisch-katholischen Sint Jans Lyceum in ’s-Hertogenbosch 1939 ein Geschichtsstudium sowie Studium der Wirtschaftswissenschaften an der Katholieke Universiteit Nijmegen. Bereits während des Studiums begann er nach dem Ende des Zweiten Weltkrieges 1945 eine Tätigkeit als Redakteur der Tageszeitung Oost-Brabant. Nach einem Studienaufenthalt an der Universität von Paris Sorbonne sowie der École pratique des hautes études (EPHE) in Paris zwischen 1945 und 1946 schloss er sein Studium 1947 ab und war anschließend bis 1948 Redakteur der Tageszeitung Het Binnenhof, ehe er anschließend zwischen September 1948 und dem 1. September 1953 als Geschichtslehrer am katholischen Onze Lieve Vrouwe Lyceum in Breda tätig war. Im Anschluss war er vom 1. September 1953 bis zum 1. September 1955 Direktor der katholischen Middelbare Meisjesschool in Delft sowie danach zwischen dem 1. September 1955 bis zum 24. Oktober 1963 Rektor des katholischen Lodewijk Makeblijde College in Rijswijk.
Am 24. Oktober 1963 wurde er von Ministerpräsident Victor Marijnen zum Staatssekretär im Ministerium für Bildung, Kunst und Wissenschaft (Staatssecretaris van Onderwijs, Kunsten en Wetenschappen) in dessen Regierung berufen und bekleidete dieses Amt bis zum 14. April 1965. Er war in dieser Funktion insbesondere für Jugendbildung, Jugendarbeit, Volksbildung, Sport, Kunst und Naturschutz zuständig. Für seine Verdienste wurde ihm das Ritterkreuz des Ordens vom Niederländischen Löwen verliehen. Darüber hinaus wurde er am 20. April 1965 zum Großoffizier des Ordens von Oranien-Nassau ernannt.
Danach wurde van de Laar, dem auch das Ritterkreuz des Gregoriusordens verliehen wurde, am 16. Oktober 1965 Nachfolger von Leonard Antoon Hubert Peters als Bürgermeister von Bergen op Zoom. Dieses Amt bekleidete er bis zu seinem vorzeitigen krankheitsbedingten Ausscheiden am 1. September 1981, woraufhin der VVD-Politiker und bisherige Bürgermeister von Voorst Pieter Zevenbergen sein Nachfolger wurde.
Er engagierte sich des Weiteren für die kulturelle Zusammenarbeit mit Belgien und wurde für diese Verdienste 1992 mit dem Preis der Niederländischen Sprachunion (Nederlandse Taalunie-Prijs) geehrt.